# Півень-хірург (мультфільм, 1970)
«Півень-хірург» — грузинський радянський мультфільм 1970 року кінорежисера Михайла Чіаурелі. Мультфільм знятий за п'єсою французького письменника Анатоля Франса «Комедія про чоловіка, який одружився з німою жінкою». Мультфільм призначений для дорослих.
Знаходиться в архіві Держфільмофонду Російської Федерації
Фільм демонструвався під час фестивалів та інших заходів у 2010-х роках.